# Olümpiodórosz (filozófus)
Olümpiodórosz (5. század) görög filozófus.
I. Justinianus bizánci császár uralkodása alatt élt, elsősorban Platón műveit magyarázta, ránk maradt munkái is Platón-magyarázatok. Scholionokat írt Gorgiaszhoz, Philéboszhoz, Phaidónhoz és Első Alkibiadészhez, amelyhez bevezetésül megírta Platón életrajzát. E scholionokat minden bizonnyal nem ő, hanem tanítványai jegyezték fel. A scholionok újplatonikus szellemben magyaráznak bizonyos helyeket, törekvéssel a stílus tisztaságára és világosságára.